# Buenos Aires FC (1886)
Buenos Aires FC was een Argentijnse rugbyclub uit de hoofdstad Buenos Aires. De club werd opgericht in 1886 en is de voorloper van het huidige Buenos Aires Cricket & Rugby Club. Hoewel de afkorting FC voor voetbalclub staat heeft de club nooit voetbal beoefend. Er zijn nog twee clubs die dezelfde naam gehad hebben, Buenos Aires FC (1867), de oudste voetbalclub uit Zuid-Amerika en Buenos Aires FC, een club die in 1891 deelnam aan het eerste competitieseizoen van Argentinië. Over deze club is weinig bekend, waarschijnlijk werd ze enkel samen gesteld om deel te nemen aan de competitie en ook enkel dat jaar bestond. 

## Geschiedenis

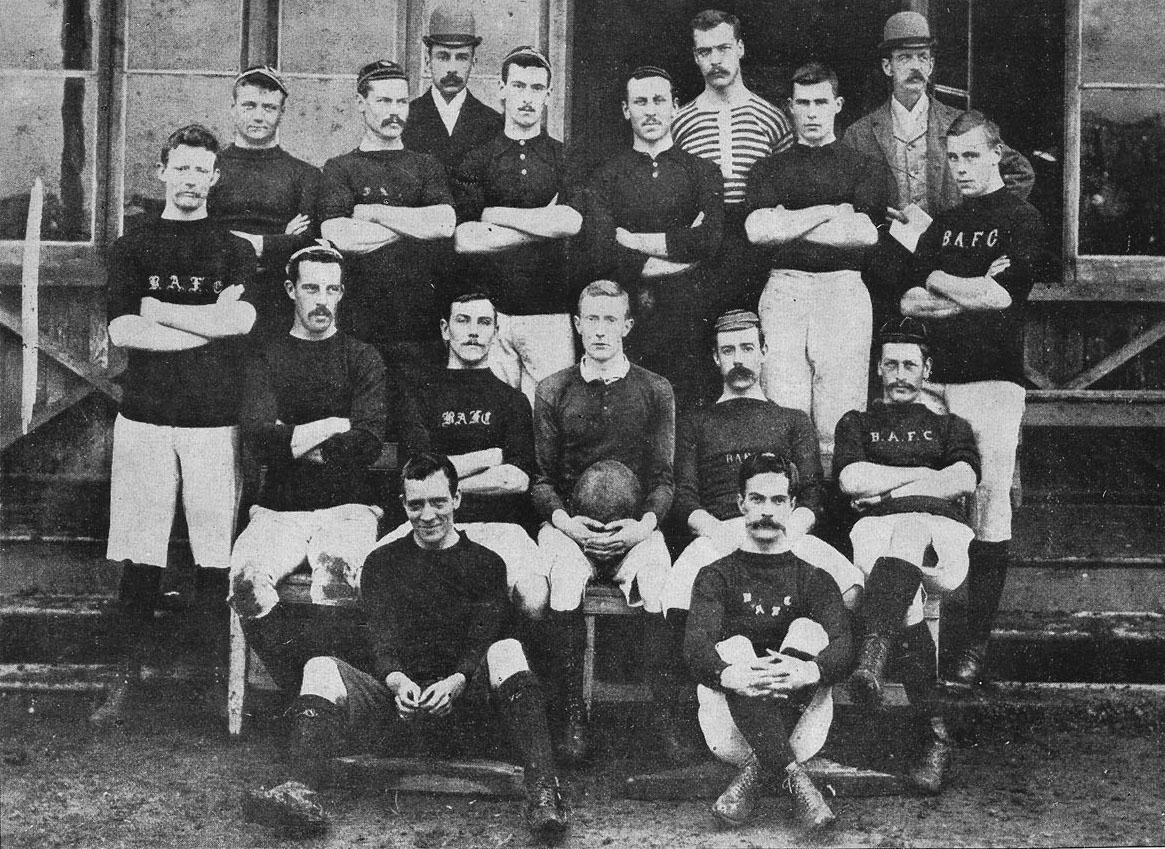
Buenos Aires FC in 1891

De club werd op 10 juni 1886 opgericht door studenten van de Buenos Aires English High School die graag rugby wilden spelen. Op 24 juni van dat jaar speelden ze hun eerste wedstrijd tegen werknemers van de Buenos Aires Great Southern Railway. Op 28 juni 1886 speelde de club tegen Rosario AC wat beschouwd wordt als de eerste interclubwedstrijd van Argentinië. 
In 1899 was de club samen met Belgrano AC, Rosario AC en Lomas AC een stichtend lid van de River Plate Rugby Championship, wat tegenwoordig de Unión Argentina de Rugby is. Lomas werd de eerste kampioen, maar de volgende jaren was Buenos Aires FC de dominante club. 
De club deelde zijn accommodatie met Buenos Aires Cricket Club. Nadat een brand deze verwoestte in 1951 besloten beide clubs te fuseren tot Buenos Aires Cricket & Rugby Club. 

## Erelijst
Torneo de la URBA
1900, 1901, 1902, 1903, 1904, 1908, 1909, 1915